# David Kreiner
David Kreiner (n. 8 martie 1981, Kitzbühel, Tirol, Austria) este un sportiv ce a reprezentat Austria, medaliat olimpic. A participat la o ediție a Jocurilor Olimpice (2010) în care a câștigat o medalie de aur.

## Participări
Lista de mai jos prezintă principalele competiții la care a participat David Kreiner de-a lungul carierei.
- Nordic combined at the 2010 Winter Olympics – team large hill/4 × 5 km[*]